# 久留村
久留村（ひさどめむら）は熊本県の天草諸島、天草下島に存在していた村。

## 歴史
- 1889年（明治22年）4月1日 - 町村制施行。一村単独村政として発足。
- 1921年（大正9年）5月1日 - 一町田村へ編入。